# عمرو الحلواني
عمرو الحلواني لاعب كرة قدم مصري، من ناشئي النادي الأهلي، ويلعب حاليًا لنادي إنبي في مركزي الظهير الأيسر والجناح الأيسر. 
ولعب للمنتخب الوطني مباراة وحيدة كانت في 2 مارس 2012 أمام منتخب جمهورية الكونغو الديمقراطية ضمن المباريات الدولية الودية بين المنتخبات.

## روابط خارجية
- عمرو الحلواني على موقع الاتحاد الأوربي (الإنجليزية)
- عمرو الحلواني على موقع قاعدة بيانات كرة القدم.إي يو (الإنجليزية)
- عمرو الحلواني على موقع ناشيونال فوتبول تيمز (الإنجليزية)
- عمرو الحلواني على موقع Soccerway.com (الإنجليزية)